# Hästskotjärnen (Lits socken, Jämtland)
Hästskotjärnen är en sjö i Östersunds kommun i Jämtland och ingår i Indalsälvens huvudavrinningsområde.